# 邱淳洸
邱淳洸（1908年3月—1989年）本名邱淼鏘，字琴川，台灣作家。
1908年生於彰化市，台中師範及日本國學院大學國文學講座畢業。曾任國民小學教員十五年、教導主任二年，並任台中市篤行國民小學校長二十四年，1970年1月退休。日治時期以日文寫作，有短歌、俳句、新詩等作品。曾為《詩與歌謠》、《文藝工作》、《地上樂園》、《詩洋》等雜誌的同仁，作品常發表在於《臘人形》、《若草》、《日本詩壇》、《臺灣藝術》、《台灣文藝》、《文藝台灣》等雜誌，也在台灣新民報的「文藝欄」與海南島的「開拓」發表文章。民國48年創設鯤島書畫展覽會，擔任總幹事及審查員，也加入中部美術學會、中國書法學會。民國50年創立書法學會台中市支會，擔任會長及審查員。民國61年創立台灣硬筆書法學會，也擔任書星會及日本書藝院的審查員，以及台日書法國際會議第一、三屆的代表。除了教育方面的著作，還有詩集《化石的戀》、《悲哀的邂逅》、《十年拾穗》、《琴川詩集》（第1－4輯）。創作文類以詩為主。詩風感傷唯美，多描寫浪漫愛情與表現傷春悲秋的情緒。

## 作品
- 邱淳洸的《化石的戀》、《悲哀的邂逅》在日治時期出版。第一本詩集《化石的戀》，收錄十九首小詩，1938年12月1日由日本大阪的玲瓏社發行，價錢五十錢，詩集內有鈴木章法的序文，以及張壽哲的序詩。第二本詩集《悲哀的邂逅》，則在1939年2月出版，均為浪漫意味濃厚的詩篇。[3]
- 邱淳洸的日文詩作〈秋(斷章)〉、〈霧社的暮色〉、〈白手帕〉、〈晚秋〉、〈遺落了的心願〉、〈七月的鄉愁〉、〈哀愁賦〉、〈秋晨〉、〈在夜闌人靜裡〉，戰後由台灣詩人陳千武翻譯成中文，之後被收錄在陳明台主編的《陳千武譯詩選集》裡。

## 相關研究

### 期刊論文
使用「台灣期刊論文索引系統」查詢，至2014年10月24日為止，以邱淳洸及其作品、學術成就為談論焦點的文章有：
- 陳千武/編譯，〈浪漫詩人邱淳洸〉，《笠》，1973年4月，頁77－81。

## 評介
- 笠詩社成員在1979年主編的《美麗島詩集》，收錄一篇介紹邱淳洸生平及詩作的文章，名為《浪漫詩人邱淳洸》。

## 外部連結
- 國立台灣文學館>台灣作家作品目錄資料庫>邱淳洸 （页面存档备份，存于）
- 陳寧貴詩人坊>蕭蕭的「現代詩發展史略」 （页面存档备份，存于）
- 黃梁「台灣早期新詩的精神裂隙和語言跨越」 （页面存档备份，存于）
- 自由時報電子新聞網>陳千武「台灣文學的大本營」 （页面存档备份，存于）